# Гордецы
«Гордецы» (фр. Les orgueilleux) — франко-мексиканский фильм 1953 года режиссёра Ива Аллегре, снятый на основе сценария «Тиф» Жан-Поля Сартра.

## Сюжет
Во время великой жары в небольшой мексиканский городок Альварадо приезжает супружеская пара французов. Там муж умирает от менингита, а у его жены, теперь уже вдовы, Нелли (Мишель Морган), похищают все деньги. В этом месте живёт ещё один француз — Жорж (Жерар Филип), бывший врач, который спился после смерти своей жены. Объединятся ли эти одинокие заблудшие души?

## Награды и номинации
На 14-м Венецианском кинофестивале Ив Аллегре завоевал премию «Бронзовый лев» за лучший фильм.
В 1957 году Жан-Поль Сартр был номинирован на «Оскар» за лучший литературный первоисточник.